# إدارة غرفة العمليات

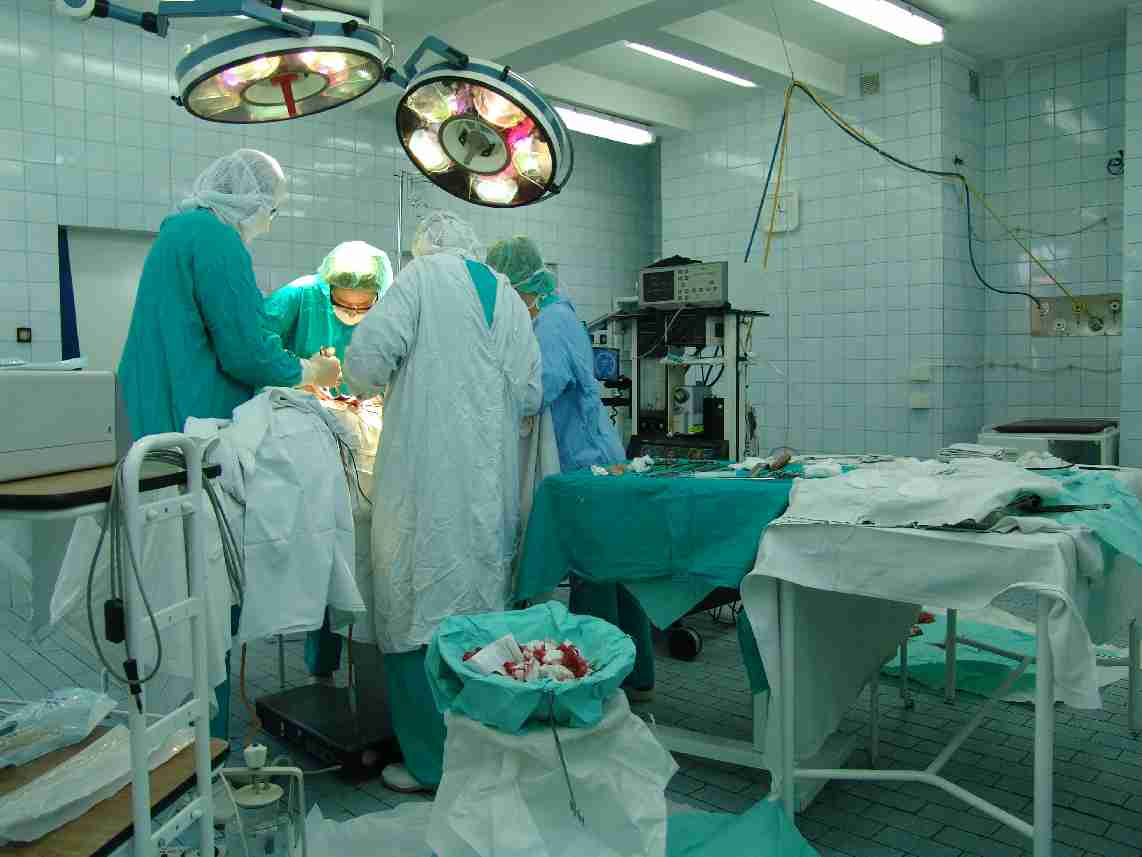
غرفة العمليات (مستشفى أمراض النساء التابع لجامعة سيليزيا الطبية في بايتوم)

إدارة غُرفة العمليات هي العلمُ الذي يدرس كيفية إدارة مجموعة غرف العمليات .
تركزُ إدارة غرفة العمليات التشغيلية على تعظيمِ الكفاءة التشغيلية في المنشأة، أي تعظيم عدد الحالات الجراحية التي يمكنُ إجراؤها في يومٍ معين مع تقليل الموارد المطلوبة والتكاليف ذات الصلة. وقد يشمل ذلك تحديد عدد أخصائيي التخدير أو الممرضات المطلوبين لاستيعاب عبء العملِ المتوقع، أو تقليلِ تكلفة الأدوية المستخدمة في غرفة العمليات .
تتعامل إدارة غرفة العمليات الاستراتيجية مع اتخاذ القرارات على المدى الطويل. 